# Casa Bonita
Casa Bonita (v anglickém originále Casa Bonita) je jedenáctý díl sedmé řady amerického animovaného televizního seriálu Městečko South Park.

## Děj
Kyle má narozeniny a rodiče ho vezmou do Casa Bonity, což je coloradská verze mexického Disneylandu. Ale může s sebou vzít jen tři přátele, a tak se rozhodne, že vezme Stana, Kennyho a Butterse, což Cartmana vytočí natolik, že se snaží Butterse vyšachovat všemi možnými způsoby. Namluví mu, že se k Zemi blíží meteor, který chce planetu zničit. Poradí mu, aby se někam schoval. Kluci mezitím s Kylovou matkou do Casa Bonity, kde Kylově matce přijde telefonát, že se Butters našel. Cartmana to vyděsí a když záhy přijede policie, chce si zatím v parku užívat atrakcí.